# Frithjof Sælen
Frithjof Olsen Sælen (Bergen, 5 augustus 1892 - Bergen, 9 oktober 1975) was een Noors turner.
Sælen won tijdens de Olympische Zomerspelen 1912 met de Noorse ploeg de gouden medaille in de landenwedstrijd vrij systeem. Acht jaar later tijdens de volgende spelen won Sælen de zilveren medaille wederom in de landenwedstrijd vrij systeem.

## Olympische Zomerspelen
| Jaar | Plaats    | Resultaten        |
| ---- | --------- | ----------------- |
| 1912 | Stockholm | team vrij systeem |
| 1920 | Antwerpen | team vrij systeem |